# Teren arabil

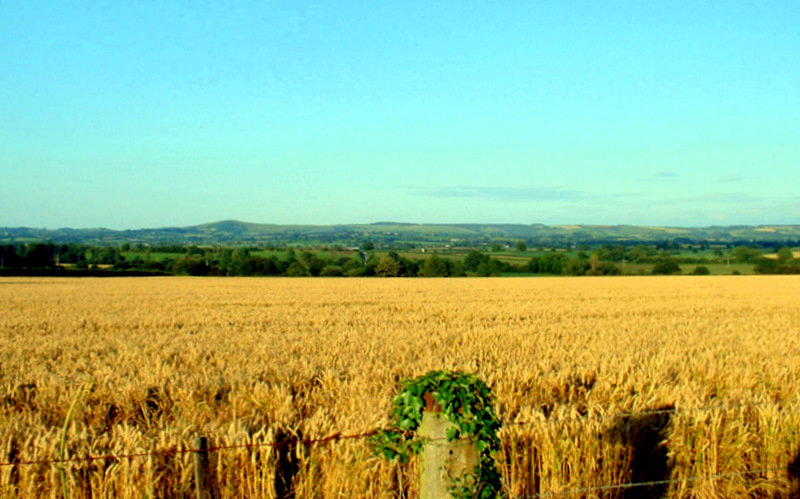
Agricultura mecanizată modernă permite câmpuri mari ca acesta din Dorset, Anglia

Teren arabil (din latină arabilis, „capabil să fie arat”) este orice teren care poate fi arat si folosit pentru a cultiva culturi. Alternativ, în scopul statisticilor agricole, termenul are adesea o definiție mai precisă: 
Teren arabil este terenul care se află sub culturi agricole temporare (suprafețele cu culturi multiple se numără o singură dată), pajisti temporare pentru cosit sau pășuni, terenul pentru grădinărit și terenuri temporar pârloage (mai puțin de cinci ani). Terenul abandonat rezultat din cultivarea schimbătoare nu este inclus în această categorie. Datele pentru „Teren arabil” nu sunt menite să indice cantitatea de teren care este potențial cultivabilă.
O definiție mai concisă care apare în glosarul Eurostat se referă în mod similar la utilizări reale, mai degrabă decât potențiale: „teren lucrat (arat sau lucrat) în mod regulat, în general sub un sistem de rotație a culturilor”.

## Suprafața de teren arabil

Ponderea suprafeței de teren folosită pentru agricultura arabilă, OWID

Potrivit Organizației pentru Alimentație și Agricultură a Națiunilor Unite, în 2013, terenul arabil din lume se ridica la 1.407 miliarde de hectare, dintr-un total de 4.924 miliarde de hectare de teren folosit pentru agricultură.
| Rang | Țară sau regiune | 2015    | 2016    | 2017    | 2018    | 2019    |
| ---- | ---------------- | ------- | ------- | ------- | ------- | ------- |
| 1    | Statele Unite    | 156,645 | 157,191 | 157,737 | 157,737 | 157,737 |
| 2    | India            | 156,413 | 156,317 | 156,317 | 156,317 | 156,067 |
| 3    | Rusia            | 121,649 | 121,649 | 121,649 | 121,649 | 121,649 |
| 4    | China            | 119,593 | 119,512 | 119,477 | 119,475 | 119,474 |
| 5    | Brazilia         | 54,518  | 55,140  | 55,762  | 55,762  | 55,762  |
| 6    | Canada           | 38,282  | 38,530  | 38,509  | 38,690  | 38,648  |
| 7    | Nigeria          | 34,000  | 34,000  | 34,000  | 34,000  | 34,000  |
| 8    | Ucraina          | 32,775  | 32,776  | 32,773  | 32,889  | 32,924  |
| 9    | Argentina        | 36,688  | 35,337  | 33,985  | 32,633  | 32,633  |
| 10   | Australia        | 31,090  | 30,057  | 30,752  | 30,974  | 30,573  |